# Jewgienij Gołowko
Jewgienij Stiepanowicz Gołowko, ros. Евгений Степанович Головко (ur. ?, zm. we wrześniu 1980 r. w Caracas) – oficer armii jugosłowiańskiej, a następnie Rosyjskiego Korpusu Ochronnego podczas II wojny światowej, emigracyjny działacz religijny
Był z pochodzenia Kozakiem kubańskim. W poł. listopada 1920 r. jego rodzina ewakuowała się z resztkami wojsk białych z Krymu do Gallipoli, po czym zamieszkała w Królestwie SHS. Jewgienij S. Gołowko w 1930 r. ukończył korpus kadetów im. imperatora Aleksandra III. Pracował w Niszu w zakładzie swojego ojca. Krótko przed atakiem wojsk niemieckich na Jugosławię w kwietniu 1940 r., został zmobilizowany do jugosłowiańskiej armii w stopniu podporucznika rezerwy. Uniknął niewoli niemieckiej. Po zajęciu Jugosławii wstąpił do nowo formowanego Rosyjskiego Korpusu Ochronnego. Doszedł do funkcji dowódcy plutonu saperów. Po zakończeniu wojny wyemigrował do Wenezueli, gdzie otworzył własną stolarnię. Jednocześnie założył gminę prawosławną i zaczął budowę nikołajewskiej cerkwi.